# 神沢杜口
神沢 杜口（かんざわ とこう、1710年（宝永7年） - 1795年3月11日（寛政7年2月11日））は、江戸時代中期の随筆家、歴史家、俳人。通称は平蔵、のちに与兵衛、本名は貞幹。別号に可々斎、其蜩庵、痩牛、静坐百六十翁など。京都町奉行所の与力を務めた後、晩年『翁草』200巻を書き上げた。

## 生涯
宝永7年（1710年）、京都入江家に生まれる。享保4年（1719年）、兄卜志の下で爪木晩山主催の誹諧会を傍聴していたところ、晩山に句を促され、以降琴思や晩山に添削を受けた。享保5年（1720年）、京都町奉行所与力の神沢弥十郎貞宜の養子となると、俳諧からは離れたが、享保10年（1725年）春、俳諧仲間柳谷が出来たため、再熱した。
後に貞宜の娘と結婚し、25歳で与力職を継いだ。元文年間には内裏造営の時、向井伊賀守組与力として本殿係を務めた。延享3年（1746年）12月、日本左衛門手下中村左膳を江戸に護送する任務に関わった。後に目付に昇進した。現役時代より文筆を好み、北野天満宮松梅院から『岷江入楚』写本を借り、約6年間をかけて書き写した。
44歳の時に職を辞し、自身の跡目を婿養子に継がせ、文筆活動に専念した。「残る世を其日ぐらしの舎り哉」の句を以て、其蜩庵を営んだ。宝暦3年（1753年）2月12日に妻を失ってからも、娘一家に迷惑をかけまいとして同居せず、京都各地の借家を転々とした。
天明8年（1788年）1月の天明の大火の時、住所は烏丸通六角にあったが、岡崎まで避難した。男手は火役で出払っていて家には女子供しか残っておらず、100巻まで完成していた『翁草』草稿や先祖伝来の家宝をなすすべもなく眼前で焼失した。後に実地調査を行い、詳細な被災地図を完成させた。しばらく大坂の知人を頼り、12月京に戻った。
寛政元年（1789年）夏、大病を患い、1月後マラリアに罹患し、食事もできない状態になったため、死を覚悟して親族を呼び寄せたが、快復した。晩年は聴覚を失った。寛政5年（1793年）2月には西八条の自宅で橘南谿と面会した。寛政7年（1795年）2月11日死去。前々から辞世を残さないことを決め、「辞世とは即ちまよひたゞ死なん」の句を用意していた。墓所は出水通七本松東入ル七番町慈眼寺。法号は可可斎実道無参居士。

## 人物
- 謡曲を好み、能の上演には荒天を顧みず駆けつけたため、能火消と渾名された。また碁、香道を嗜んだ。
- 老いても健脚で、暇があると、いつ行き倒れてもいいように迷子札を付けて旅に出て、80歳になるまで1日20kmを難なく走破した。「眼の悪い人が、どちらへ成りとも足に任せて歩きたれば回復せり」と歩行で視力が向上した事例も紹介している。
- 序項の記述にあるように、杜口は八十過ぎて、戯れに「静坐百六十翁」という署名をするようになった。「心の在り方で一日を何倍にも生きられる」という意味である。あと下戸と耳が不自由な人と寡婦は長生きするとしている。
- 「我が国第一の美称は天孫萬世」と皇室に最大の敬意を表し、「万民おほけなき恩波に浴し、国恩を謝し奉らん」[2]と述べている。
- 勅使饗応を放棄した浅野長矩や、赤穂義士の悪口を多く書いている。「備中松山城の受け取りに赴くも、小者に曳かせた馬上にて居眠りして進むを女共まで嘲笑す」「大石良雄は足短き醜男で、いつものらつきしを、人々あれが赤穂の家老ぞと云ひて指をさして笑った」「その子大石大三郎は品行が悪しく、女狂いで鼻欠けにけり」[注釈 2]「寺坂は逃亡して全国を流浪したあげく、名も無き荒れ寺で頓死した」[注釈 3]。 一方、吉良の家臣では「女物を嗜む、爰に於いて男女一変せり」と女装して戦った小林央通に驚嘆している。
- 心中とそれを浄瑠璃にし喝采された近松門左衛門にも糾弾の矛先が向いた。風俗が下品で不潔になると他のものも粗悪になっていくとし、「湊（大坂）はみなとらしく、京はみやこらしく有りたき事なり」と嘆いた。

## 著書
- 『翁草』 - 安永5年（1776年）序
- 『其蜩庵随筆』 - 『随筆大観』第2巻収録
- 『其蜩庵杜口発句集』 - 天明3年（1783年）自奥
- 『春興』 -  天明年間成立
- 『城主録』
- 『睡余寄観』
- 『参考義士篇』寛政4年（1792年）成立[注釈 4]
- 『塵泥』（ちりひじ）
- 『天喜録』 - 前九年の役について
- 『ふたりつれ』 - 古稀記念俳諧集、安永8年（1779年）刊

## 神沢家
神沢家の先祖については『翁草』巻45「肥前島原一揆の事」に記述がある。神沢家は古く村上源氏赤松氏と同族で、鎌倉時代末期には赤松則村に仕え、元弘の乱では六波羅探題襲撃に関わった。『太平記』には山崎の戦い賛成者として藤沢某が見える。赤松氏滅亡後は三木城主別所長治に仕えた。別所氏も滅亡すると、神沢善左衛門治は備前国宇喜多氏に仕えた後、その家臣で娘を嫁がせていた花房正成の許に移った。その子理右衛門八勝は黒田長政の下で放浪生活をした後、大坂で豊臣方毛利勝永に仕え、大坂夏の陣に参戦した。最後の天王寺・岡山の戦いでは早々負傷して落ち延び、花房正成の下に戻った。その子善太夫貞宜は島原の乱に参戦するため暇を乞うも許されず、偽書を以って幕府方松平忠之に参じた。2月21日夜討を撃退し、手傷を負った。乱の鎮圧後1500石の俸禄を与えられた。その子が与兵衛宜茂、その子が養父弥十郎貞宜である。
杜口は貞宜娘香との間に子を5人設けたが、末女民子のみ生き残り、またその娘は3人設けたが1人が残った。明治時代には京都七条通新町西入ルに子孫神沢貞約が住んでいたが、明治38年（1905年）1月21日死去した。